# Association nationale pour le droit de vote des femmes (Suède)
 (décembre 2016).
Si vous disposez d'ouvrages ou d'articles de référence ou si vous connaissez des sites web de qualité traitant du thème abordé ici, merci de compléter l'article en donnant les références utiles à sa vérifiabilité et en les liant à la section « Notes et références ».

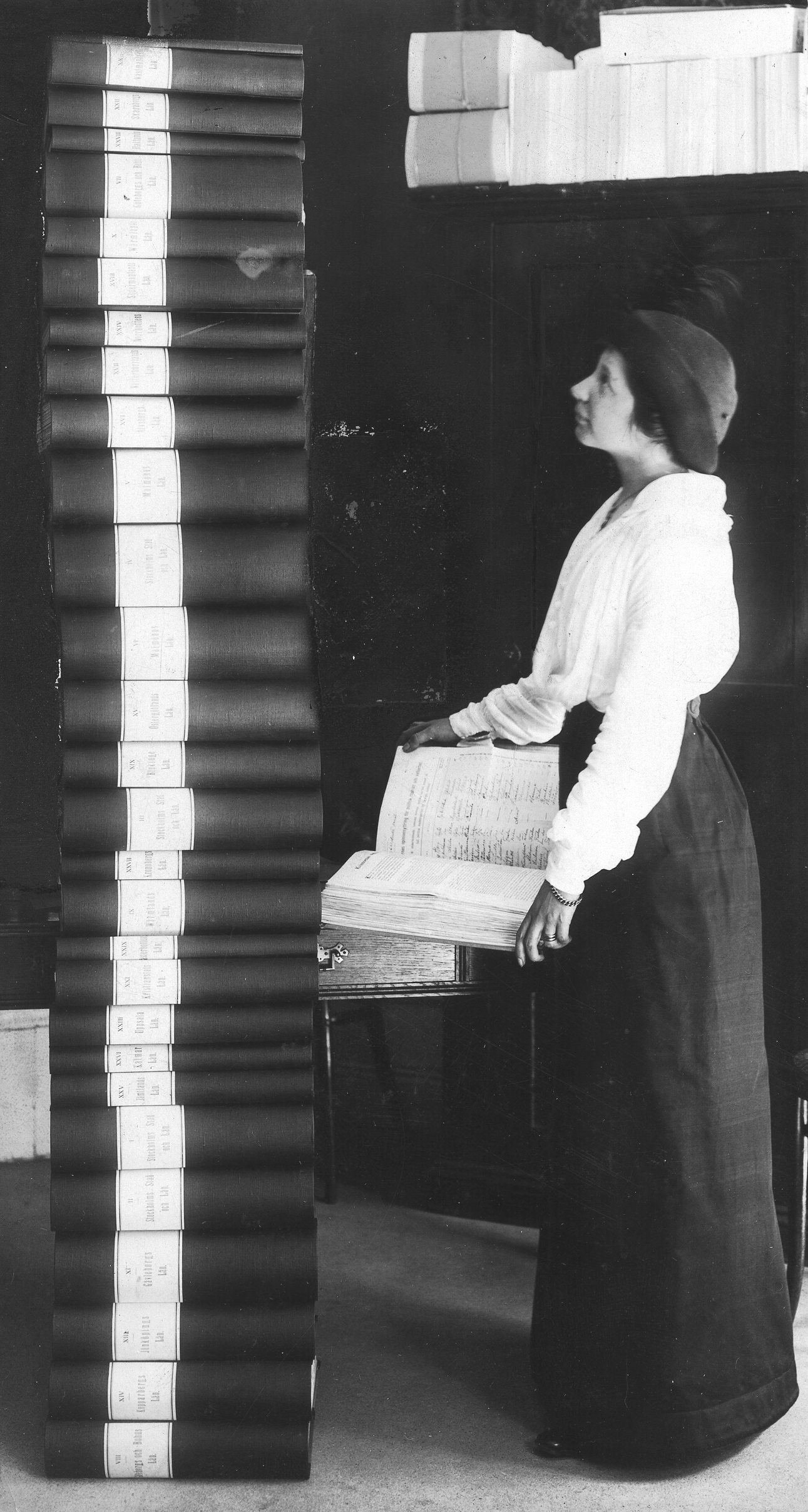
Elin Wägner, 1914

La Landsföreningen för kvinnans politiska rösträtt ou LKPR (Association nationale pour le droit de vote des femmes) est une association féministe suédoise qui militait pour le droit de vote des femmes.
En 1902, Föreningen för kvinnans politiska rösträtt est fondée, transformée en Landsföreningen för kvinnans politiska rösträtt en 1903. Les fondatrices sont Anna Whitlock, Lydia Wahlström et Signe Bergman. Le LKPR devient une organisation nationale regroupant par branches locales des organisations militant pour le suffrage féminin. L'organisation est dissoute en 1921, lorsque le droit de vote, accordé deux ans plus tôt, est mis en œuvre pour la première fois lors des élections législatives.
Au niveau international, elle était membre de l'Alliance internationale des femmes.

## Histoire
En 1884, la première motion pour le suffrage des femmes est présentée au parlement suédois par Fredrik Borg. 
Le 4 juin 1902, Föreningen för Kvinnans Politiska Rösträtt (FKPR) est fondé, entre autres par Anna Whitlock, Lydia Wahlström et Signe Bergman.
En 1917, la LKPR organise une réunion pour une manifestation à Stockholm, avec comme orateurs la libérale Gulli Petrini et la social-démocrate Ruth Gustafson.

## Présidentes
- 1903-1907 : Anna Whitlock (premier mandat)
- 1907-1911 : Lydia Wahlström
- 1911-1914 : Anna Whitlock (second mandat)
- 1914-1917 : Signe Bergman
- 1918-1921 : Karolina Widerström

## Sources
- (en) Cet article est partiellement ou en totalité issu de l’article de Wikipédia en anglais intitulé « National Association for Women's Suffrage (Sweden) » (voir la liste des auteurs).